# Демаре (Альберта)
Демаре (англ. Desmarais) — індіанське поселення в Канаді, у провінції Альберта, у складі муніципального району Лессер-Слейв-Рівер № 124.

## Населення
За даними перепису 2016 року, індіанське поселення нараховувало 105 осіб, показавши скорочення на 18,6%, порівняно з 2011-м роком. Середня густина населення становила 72,4 осіб/км².
З офіційних мов обидвома одночасно володіли 10 жителів, тільки англійською — 95. Усього 15 осіб вважали рідною мовою не одну з офіційних.
Працездатне населення становило 88,9% усього населення, усі були зайняті.

## Клімат
Середня річна температура становить 1,1°C, середня максимальна – 20,7°C, а середня мінімальна – -22,9°C. Середня річна кількість опадів – 469 мм.
| Клімат поселення                              | Клімат поселення | Клімат поселення | Клімат поселення | Клімат поселення | Клімат поселення | Клімат поселення | Клімат поселення | Клімат поселення | Клімат поселення | Клімат поселення | Клімат поселення | Клімат поселення | Клімат поселення |
| Показник                                      | Січ.             | Лют.             | Бер.             | Квіт.            | Трав.            | Черв.            | Лип.             | Серп.            | Вер.             | Жовт.            | Лист.            | Груд.            |                  |
| Середній максимум, °C                         | −10,19           | −6,43            | −0,51            | 8,71             | 15,53            | 20,11            | 20,71            | 19,72            | 14,18            | 8,52             | −1,52            | −8,56            |                  |
| Середня температура, °C                       | −16,53           | −12,77           | −6,84            | 2,37             | 9,18             | 13,79            | 15,94            | 14,96            | 9,41             | 3,76             | −6,3             | −13,32           |                  |
| Середній мінімум, °C                          | −22,87           | −19,1            | −13,18           | −3,95            | 2,84             | 7,45             | 11,18            | 10,20            | 4,64             | −1,03            | −11,06           | −18,08           |                  |
| Норма опадів, мм                              | 23               | 18               | 17               | 26               | 47               | 74               | 95               | 62               | 40               | 25               | 21               | 21               |                  |
| Середньомісячна швидкість вітру, м/с          | 3.00             | 2.90             | 3.20             | 3.36             | 3.40             | 3.00             | 2.80             | 2.80             | 3.00             | 3.33             | 3.10             | 3.00             |                  |
| Середньомісячна сонячна радіація, кДж/м²·день | 2685             | 5985             | 11336            | 16910            | 20549            | 21929            | 21504            | 17541            | 11471            | 6354             | 2950             | 1825             |                  |
| --------------------------------------------- | ---------------- | ---------------- | ---------------- | ---------------- | ---------------- | ---------------- | ---------------- | ---------------- | ---------------- | ---------------- | ---------------- | ---------------- | ---------------- |
| Джерело:                                      |                  |                  |                  |                  |                  |                  |                  |                  |                  |                  |                  |                  |                  |